# توم تارانت
توم تارانت (بالإنجليزية: Tom Tarrant)‏ هو لاعب كرة قدم أسترالية أسترالي، ولد في 29 سبتمبر 1931، وتوفي في 23 أغسطس 2017 في غولد كوست في أستراليا.

## وصلات خارجية
- توم تارانت على موقع AustralianFootball.com (الإنجليزية)
- توم تارانت على موقع AFLtables.com (الإنجليزية)